# Flisac
Flisac ist eine osttimoresische Siedlung im Suco Aituto (Verwaltungsamt Maubisse, Gemeinde Ainaro). Das Dorf liegt im Osten der Aldeia Aihou, auf einer Meereshöhe von 1861 m an der Überlandstraßen von Maubisse nach Ainaro. Folgt man der Straße nach Nordwesten, kommt man zum Nachbardorf Aihou. Nach Osten gelangt man zur Siedlung Russulau. Südlich liegt der Berg Ailora (2008 m).